# Hippias Větší
Hippias Větší (starořecky Ἱππίας μείζων) je Platónův dialog o rozhovoru Sókrata se sofistou Hippiem. Hlavním tématem rozhovoru je otázka krásy.

## Děj
Sókratés potkává Hippia a ptá se jej, jak je možné, že jej v Athénách tak dlouho neviděl. Hippias říká, že za to může jeho vytížení politickou činností. Sókratés se podivuje tomu, že dřívější filozofové nebývali účastni politické činnosti i přes to, že byli pro svou moudrost chváleni. Na to Hippias reaguje tvrzením, že na to zřejmě nestačili a byli příliš slabí rozumem, aby stačili na filosofii i na politiku najednou. Sókratés tedy soudí, že sofisté museli od této jejich moudrosti mnoho postoupit kupředu, s čímž Hippias samozřejmě souhlasí. Hned mu také Sókratés říká, že je to asi pravda: vždyť kolik slavných sofistů navštěvuje Athény a vždy si odnesou mnoho peněz za své učení mládeže a politickou činnost, čímž určitě v mnohém předčí starší filosofy, kteří byli tak prostí, že si za svou činnost ani nenechávali platit. Hippias se začne vychvalovat, kolik on už si vydělal, že snad ani žádní dva jiní sofisté dohromady si tolik nevydělali jako on, a jak byl doma chválen, že donesl tolik peněz. Sókratés chválí Hippia, jak pěkně ukázal na svoji moudrost a moudrost lidí – jak jinak také ukázat, že je člověk moudrý, než tím, že si zajistí mnoho majetku. Naproti tomu ti hloupí staří filosofové majetku vůbec nedbali.
Pak se Sókratés dozvídá, že v Lakedaimónu si Hippias vydělal nejméně, i když tam chodí často. Tomu se Sókratés diví a ptá se, jak je to možné. Hippias odmítá, že by tam snad uměli rodiče lépe své děti vzdělávat než on, nebo že by snad nestáli rodiče o dobro svých dětí, a říká, že to bude nejspíše tím, že tam není ve zvyku nechávat své děti učit proti zvyklosti a měnit zákony. Takže nemůže učit jejich mládež, protože je to protizákonné. Sókratés se tedy ptá, jestli jsou zákony k dobru nebo ke škodě. Hippias soudí, že jsou určeny k dobru, ale když jsou špatně stanoveny, mohou i škodit. Sókratés se ptá dále, jestli by spravedliví lidé spíše stanovili zákony, které by byly obci co nejprospěšnější a tedy zákony, které by mu tam umožňovaly vyučovat, když je ze všech učitelů nejlepší. S tím Hippias souhlasí. Pak tedy, tvrdí Sókratés, jsou tito lidé velmi nespravedliví, když tak nečiní. I s tím Hippias souhlasí.
To ale Sókrata nutí k tomu, aby se podivoval, že si tam Hippia tak často zvou, když jsou tak nespravedliví a nenechají jej učit jejich mládež. Hippias míní, že to je tím, že rádi poslouchají jeho řeči o původu héróů i lidí a o původu osad. A pak vychvaluje svou přednášku o tom, co je krásné, která se jim tam velmi líbila. To Sókratés rád slyší a hned se chce nechat poučit, co se týče věcí krásy a ošklivosti, protože sám je ohledně těchto věcí zmaten.
Hippias tedy svolí, že mu to vysvětlí, a Sókratés se jej může tázat a klást námitky. Nejprve se shodnou na tom, že jako je spravedlivý moudrý moudrostí, tak krásné je krásné krásnem. Otázka však je, co je to, to krásno. Hippias by raději odpovídal, co je krásné, a považuje to za to samé jako krásno samotné, a tak řekne, že to je krásná dívka. Sókratés mu to pochválí, ale hned se ptá, čím to tedy je, že jsou některé věci, jako třeba ta dívka, krásné? A může třeba i hrnec být krásný?
Hippias míní, že takto to brát nelze. To přinutí Sókrata, aby mu nabídl jinou možnost, jestli třeba hrnec sice není krásný, ale je ošklivý proti krásné klisně, která zase bude ošklivá proti krásné dívce. Takto s tím Hippias souhlasí a Sókratés se ptá, jestli tedy krásná dívka je ošklivá v porovnání s bohy. Proti tomu nemůže Hippias nic namítnout. Pak ale krásná dívka, kterou prve Hippias považoval za krásno samo, je najednou ošklivá.
Vyvstává znovu otázka, co je to vlastně to krásno, které činí ostatní věci krásnými, když to zjevně nemůže být ta dívka. Hippias tedy nahradí dívku zlatem, neboť to činí vše, k čemu přistoupí, krásným. Sókratés namítá, zda byl tedy Feidiás špatným umělcem, když nevěděl, že své sochy učiní nejvíce krásnými pomocí zlata, a místo toho použil jiné materiály. Hippias na to říká, že i jiné materiály mohou být tak krásné, když se to k věci hodí. Tedy vše je pěkné podle toho, jak se to hodí k dané věci. Pak tedy k tomu krásnému hrnci by se hodila více vařečka z fíkového dřeva, které by jídlu dalo ještě správnou vůni, nebo zlatá vařečka, která by hrnec rozbila, ptá se Sókratés? Hippias podrážděně uznává, že dřevěná vařečka se hodí více.
Hippias se rozhodne, že poví něco, co nemůže nikdo za žádných okolností považovat za ošklivé: takové je být bohat, zdráv, ctěn od helénů, dožít se stáří, své rodiče krásně pochovat, když zemřou, a pak být krásně pohřben, když zemře on sám. Sókratovi se to ale nelíbí, protože to není krásno, které vše činí krásným, nýbrž to činí krásným pouze život člověka; a udává příklad Achillea, pro kterého by to určitě neplatilo, stejně jako pro jiné hrdiny s božským původem, neboť by nejprve museli pohřbít bohy, jež jsou jejich rodiči. Pak ale to má nedostatek stejný jako vše předchozí a to ten, že je to krásné jen někdy a není to krásno samo. Sókratés se však pokusí sám navést Hippia na správnou cestu, když stanoví, že bude nejlepší se zabývat tím, jak se k sobě věci hodí, jak už bylo řečeno dříve – a že tedy budou krásné asi podle toho, jak jsou užitečné. A že tedy krása je v mohoucnosti a ošklivost v nemohoucnosti. Hippias hned souhlasí, že tak je to správně, protože být mocný je to nejkrásnější, kdežto být bezmocný je to nejošklivější. Pak tedy, míní Sókratés, musí být pro bohy moudrost nejkrásnější a být nevědomý nejošklivější.
Pak by ale i mohoucnost učinění něčeho špatného byla krásná, a to nelze přijmout. Hippias to zkouší přes mohoucnost pouze dobrého. Shodnou se na tom, že se to nazývá prospěšným. Jenže krásno je už příčinou prospěšnosti, takže musí být příčinou dobra, ale když je příčinou dobra, tak zase nemůže být samo krásno dobrem a opačně; a to se nezdá jako správné ani Sókratovi ani Hippiovi, takže jsou zase na začátku.
Po chvíli tápání však Sókrata napadne, že krásné by mohlo být to, co působí potěšení skrze zrak a sluch, ale to se zase nedá aplikovat na zákony a činnosti. Sókratés však míní, že tuto krásu přesto nějak skrze sluch a zrak vnímat půjde, a otočí se k dalšímu problému: co dělat s věcmi, které jsou libé, jako například dobré jídlo, ale jejichž libost nejde vnímat skrze sluch a zrak? Pak to asi nejsou krásna, nýbrž pouze libosti. Pak tedy jsou krásnými věci, které mají něco libé zrakově a něco sluchově a některé pak také společně. Sókratés však myslí, že jsou i takové věci, které nejsou libé samotné ani zrakem ani sluchem, ale pouze dohromady. Hippias o žádné takové věci neví a tvrdí, že když jsou dva zdraví, tak to vyžaduje, aby byl zdravý každý z nich, tak také co je krásné, musí mít svou libost v obou částech, jak v té zrakové, tak té sluchové, a libost nemůže vznikat až jejich spojením. Sókratés však ukazuje, že i když je každý z nich sám jeden, tak spolu již jsou dva, takže Hippias nemá pravdu, když tvrdí, že to, co jsou dva, musí být i každý jeden před jejich spojením.
Když tedy je skupina, kde jdou dvě věci takové, jako je každá zvlášť a jiná, kde jsou dvě věci spolu jiné, než je každá zvlášť, pak kam patří krásno? Když, aby bylo něco krásné, musí být krásné obě části, pak ale to krásné nemůže být krásné dle libosti skrze zrak a sluch, protože pak je to krásné dohromady, ale zvláště ne, což je nemožné.
Tak se vracejí zpátky, před krok, kde zařadili krásno pod libosti pocházející od zraku a od sluchu, a určili si, proč vlastně takto volili: jednalo se jim přece o libosti prospěšné, které zrak a sluch nejlépe předávají, neboť jsou nejneškodnější a nejlepší na rozdíl od jiných smyslů. Zdá se tedy, že za krásné považovali prospěšnou libost, a prospěšné je to, co dělá něco dobrého; činitel musí být odlišný od účinku, jak už dříve řekli, ale krása musí být dobrá a dobro musí být nutně krásné, a proto se zřejmě jedná o jedno a to samé a tudíž je krásno vlastně dobro. Hippias hned začne Sókrata kárat, že to jsou pouze odřezky jeho řečí, které pronesl hned na začátku – a Sókratés se mu obdivuje, jak je moudrý.